# محمد رضا نقدي
اللواء محمدرضا نقدي (بالفارسیة: محمدرضا نقدی) القائد السابق لقوات (الباسيج) التابعة لحرس الثورة الإسلامية.

## النشأة
ولد اللواء محمد رضا نقدي عام 1954 في مدينة النجف في العراق وهو ابن الرجل الدين الشيعي شيخ علي أكبر ثماني. في سنة 1979 أخرجهم النظام العراقي ضمن قوافل العراقيين المهجرين من ذوي الأصول الإيرانية، فجاءوا إلى إيران واستقروا في مدينة نقدة الإيرانية.

## نقدي في مجلس الأعلى للثورة الإسلامية في العراق وقوة القدس

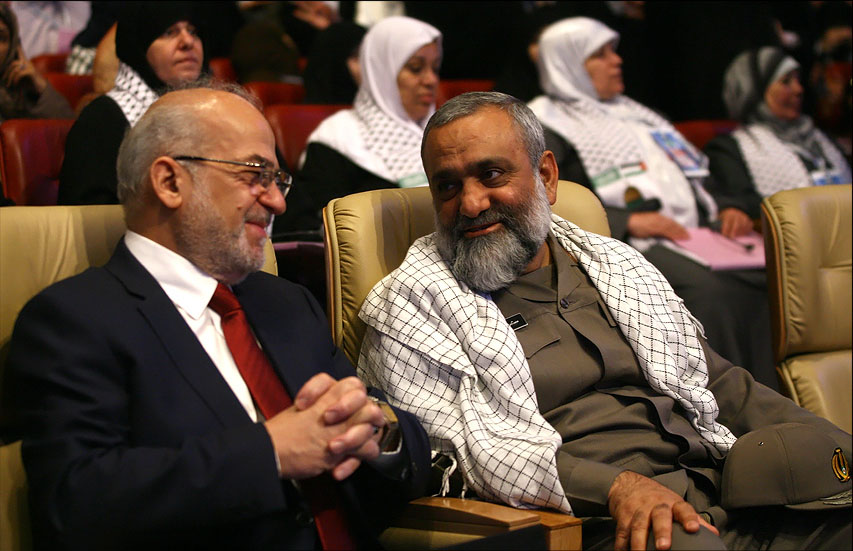
محمدرضانقدي علی جنب إبراهيم الجعفري

التحق محمدرضانقدي بالمجلس الأعلى للثورة الإسلامية في العراق وهو يبلغ من العمر 27 سنة. عمل في مركز نيابة المجلس الأعلى في مدينة اُرومية ومهمته كانت جلب وتنظيم المعاندين العراقيين من العرب والأكراد ضد الحكومة العراقية آنذاك. بعد ذلك في فبراير 1981 ذهب إلى لبنان وتدرَّبَ على الفنون العسكرية وحرب العصابات في المقر العسكري التابع لـ”حركة أمل” ليرجع بعدها إلى إيران ويعمل في اللواء العسكري التابع للمجلس الأعلى للثورة الإسلامية.
تأسس اللواء العسكري لمجلس الأعلى في 1982 بيد الحرس “إسماعيل دقائقي” ومهمته الرئيسية كانت تنظيم المعاندين العراقيين ضد الحكومة العراقية في عهد صدام حسين، هذه اللواء كان البنية الأساسية لتأسيس فيلق بدر.
محمدرضا نقدي استمر بتعاونه مع فيلق 9 بدر حتى سنة 1985 وبعدها انتقل إلى حرس لبنان. تأسس حرس لبنان بأمر الخميني وبهدف “تحرير القدس” ومساعدة اللبنانيين في حربهم ضد إسرائيل وتمسك بشعار الإستراتيجي “طريق القدس يمر من كربلاء” مما أدى هذا الشعار إلى توقف كل المساعي والجهود المبذولة ضد إسرائيل وتمركز هذه القوة ضد العراق أثناء الحرب. مع هذا استمر الحرس الثوري بنشاطه في سوريا ولبنان وأنتج قوة خامسة في الحرس الثوري تسمى بـ”قوة القدس”. محمد رضا نقدي كان عنصراً ناشطاً في هذه القوة وبسبب نشاطه الاستخباراتي في العراق والسودان كان معروف باسم “شمس” بين زملائه في الحرس. مع بداية الحرب في يوغوسلافيا ترأس كتيبة من قوة القدس وذهب إلى البوسنة والهرسك وبقى هناك حتى انتهاء الحرب وكان يعتبر أحد كبار القائدين الثلاثة لدى الحرس الثوري الإيراني في تلك المنطقة.

## قائد جهاز الأمن الإيراني
في سنة 1994 تولى منصب نائب استخبارات قوة القدس وبعدها بسنة وبرتبة اللواء انتقل من قوة قدس الحرس إلى جهاز الأمن الإيراني ليصبح قائداً فيها، جاء ذلك بأمر من المرشد علي خامنئي. بعد توليه هذا المنصب جرَّ كثيراً من زملائه في الحرس إلى جهاز الأمن منهم العميد الحرس سيدرضا جليلي الذي قد حكمت عليه المحكمة العسكرية في مدينة قم بالفصل من العمل في معسكر علي بن أبي طالب التابع للحرس الثوري بتهم؛ شرب الخمر، الفساد الجنسي والعلاقات الغير شرعية.

## نقدي عرضة للإتهام وادراج اسمه في قائمة عقوبات مجلس الأمن
محمد رضا نقدي كان مسئول التحقيق في ملف القضائي المتعلق بقضية بلدية طهران في 1998 الذي اعتقلوا على اثرها 164 من رؤساء البلدية والمسئولين وكانت تعتبر من أكثر القضايا تعقداً في تاريخ القضاء الإيراني بعد الثورة. تم اعتقال نقدي بتهمة تعذيب المتهمين في هذا الملف وحكم عليه بالسجن لمدة 8 شهور، وبسبب نفوذه في الدوائر الحكومية ما دخل السجن حتى ليوم واحد. إلى جانب ذلك وحسب ما يتهمه الإصلاحيون في إيران كان لـ”محمدرضانقدي دورا كبيرا في قمع مظاهرات9 تموزالطلابية (المعروفة باحتجاجات 18 تير) وباقي الاحتجاجات التي قاموا بها طلاب الجامعات ضد الحكومة الإيرانية. اسم محمد رضا نقدي مدرج على قائمة مجلس الأمن في العقوبات التي فرضتها على الشخصيات الإيرانية.

## من رياسة مكافحة تهريب البضائع والعملة حتى قيادة قوات التعبئة (الباسيج)
نقدي كان مساعد الرئيس أحمدي نجاد وفي نفس الوقت كان رئيس مركز “مكافحة تهريب البضائع والعملة” لكن بعد مدة قصيرة انكشف دوره في ملف شريكة “بهزيست بنياد” المتهمة بتهريب المنتجات البتروكيماوية وبهذا السبب استقال من منصبه. في 4 تشرين الأول أكتوبر 2009 تم تعيين اللواء محمد رضا نقدي قائدا للقوات التعبئة (الباسيج) خلفا للواء حسين طائب بأمر من المرشد الأعلى للحكومة الإيرانية علي الخامنئي.

## نقدي يهدد إسرائيل
وشدد العميد نقدي في كلمة له أمام اجتماع قادة ومسؤولي التعبئة في المحافظات الإيرانية على أن استشهاد العميد في الحرس الثوري «محمد علي الله دادي» في منطقة القنيطرة السورية بمثابة أمر لتحرير القدس وجواز للرد المناسب على الكيان الصهيوني 